# 薄氏龍屬
薄氏龍屬（學名：Bolong）是鳥腳亚目鴨嘴龍形類的一屬，生存於白堊紀早期的東亞。化石是一個接近完整的身體骨骼，發現於中國遼寧省西部的義縣組。
在2010年，吉林大學的吳文昊教授、帕斯卡·迦得弗利茲（Pascal Godefroit）、胡東宇將這些化石正式敘述、命名，模式種是義縣薄氏龍（B. yixianensis）。屬名是以發現化石的薄海臣、薄學父子為名，他們是當地義縣宜州化石館的前後館長；種名則是以義縣組為名。